# 无霜期
无霜期（英語：frost-free period），又称无霜冻期。在气象学中，一年入秋后出现第一次霜降的日期为“初霜日”（又称早霜），第二年入春最后一个霜日为“终霜日”（又称晚霜），终霜日的次日到初霜日的前日即为无霜期。

## 详细内容
无霜期的长短因地而异，初、终霜日的出现和无霜期的长短与地理因素和温度密切相关，随着海拔的升高，纬度的增加，初霜日提前，终霜日推迟，无霜期缩短。而随着温度的升高，初霜日逐渐推迟，终霜日逐渐提前，无霜期延长。农作物的生长期与无霜期有密切关系，无霜期愈长，生长期也愈长；反之亦然。
无霜期一般是喜温作物的生长期，此期间作物不受冻害。

## 分布

### 中华人民共和国
中国东北和内蒙古大部分地区、黄土高原、河西走廊等地区的无霜期在100～150天之间，可种植生长期短、较耐寒的作物，一年一熟。华北平原、山西和陕西两省南部约200天，可两年三熟或一年两熟。长江流域大部分地区在230～240天以上，四川盆地长达300天以上，大部分地区一年两熟。南岭以南无霜期大于350天，雷州半岛、海南岛以及云南南部河谷地区终年不见霜冻，为冬季可种植喜温作物的三熟区。新疆准噶尔盆地、塔里木盆地无霜期均在150天以上，吐鲁番盆地达200天以上，青藏高原除东南部雅鲁藏布江河谷无霜冻期长约100～150天外，大部分地区不足50天，为全中国最短地区，基本上没有种植业。